# Jackson Park (Kilternan)
Jackson Park – stadion piłkarski we wsi Kilternan, w hrabstwie Dún Laoghaire-Rathdown, na południe od Dublina, w Irlandii. Obiekt może pomieścić 1000 widzów. Swoje spotkania rozgrywają na nim piłkarze klubu Wayside Celtic FC oraz piłkarki zespołu DLR Waves.